# Fonología del griego moderno
Se presenta una síntesis de la fonología del griego moderno estándar.

## Vocales
El griego moderno tiene un sistema de cinco vocales, /a, e, i, o, u/. La vocal /a/ se pronuncia central abierta no redondeada. Las vocales medias /e/ y /o/ se pronuncian entre mediocerradas y medioabiertas. Las vocales cerradas /i/ y /u/ se pronuncian como sus respectivas vocales cardinales, aproximadamente. Fonotácticamente, las vocales /e, i/ funcionan como vocales anteriores, y /a, o, u/ como vocales posteriores. La duración de las vocales no está controlada, pero comúnmente las vocales de las sílabas tónicas se pronuncian más largas que las de las sílabas átonas.
|          | Anteriores              | Posteriores |
| -------- | ----------------------- | ----------- |
| Cerradas | i (ι, υ, η, υι, ει, οι) | u (ου)      |
| Medias   | e̞ (ε, αι)               | o̞ (ο, ω)    |
| Abiertas | a̠ (α)                   | a̠ (α)       |

El griego moderno carece de diptongos; sin embargo, ciertos grupos de vocales pueden ser pronunciados, bien como dos sílabas, o bien como una sola sílaba diptongada. Así, los diptongos más comunes son /a.i/ y /o.i/ en palabras como πλάι [pla̠i̯ / ˈpla̠.i] (‘al lado, junto a’) o μοιρολόι [ˌmi.ɾo̞.ˈlo̞.i / ˌmi.ɾo̞.ˈlo̞i̯] (‘elegía, epopeya’).

## Consonantes
El sistema de consonantes del griego es menos sencillo de describir, dado que existe un debate considerable sobre qué sonidos describir como fonemas separados y cuáles como alófonos condicionados por grupos de consonantes.
|            |           | Labiales    | Dentales    | Alveolares | Palatales   | Velares     |
| ---------- | --------- | ----------- | ----------- | ---------- | ----------- | ----------- |
| Nasales    | Nasales   | m (μ)       |             | n (ν)      | ɲ (νι)      | ŋ (γ)       |
| Oclusivas  | sordas    | p (π)       | t̪ (τ)       |            | c (κ)       | k (κ)       |
| Oclusivas  | sonoras   | b, m.b (μπ) | d̪, n̪.d̪ (ντ) |            | ɟ, ɲ.ɟ (γκ) | ɡ, ŋ.ɡ (γκ) |
| Fricativas | sordas    | f (φ)       | θ (θ)       | s̠ (σ)      | ç (χ)       | x (χ)       |
| Fricativas | sonoras   | v/ʋ (β)     | ð/ð̞ (δ)     | z̠ (ζ)      | ʝ/j (γ)     | ɣ/ɰ (γ)     |
| Africadas  | sordas    |             |             | t̠͡s̠ (τσ)    |             |             |
| Africadas  | sonoras   |             |             | d̠͡z̠ (τζ)    |             |             |
| Vibrantes  | Vibrantes |             |             | r/ɾ (ρ)    |             |             |
| Laterales  | Laterales |             |             | l (λ)      | ʎ (λι)      |             |

De los 26 sonidos consonánticos aquí mostrados, sólo los 15 mostrados en negrita sobre fondo claro son fonemas indiscutidos de acuerdo con un análisis minimalista. Estos 15 son también los representados por letras determinadas en la ortografía griega y corresponden directamente a consonantes del griego clásico. Todas las demás pueden ser analizadas como grupos de dos fonemas o variantes alófonas otro fonema:
- Las palatales [c, ɟ, ç, ʝ] pueden ser analizadas como alófonos de sus homólogos velares ante vocales anteriores. Los sonidos velares, pues, sólo ocurren ante vocales posteriores.

- Los sonidos [ɲ, ʎ] son normalmente analizados como /ni/ y /li/ respectivamente, y así son escritos de acuerdo a la ortografía griega. La pronunciación palatal presupone la presencia de otra vocal más tras la consonante palatalizada y su /i/. Si no hay otra vocal, no existe palatalización.

- Las series de oclusivas sonoras pueden ser analizadas como secuencias de nasales y oclusivas sordas: [b] = /mp/, [d̪] = /nt/, [ɡ] = /nk/. De nuevo, esto corresponde con su escritura (que emplea los dígrafos <μπ, ντ, γκ>).

- /ts/ y /dz/ pueden ser analizados como grupos de dos fonemas en vez de como fonemas separados.

El griego moderno estándar carece de consonantes largas, si bien algunos dialectos sudorientales (como el chipriota o el rodio).

### Realización fonética
Las oclusivas sordas /p/, /t/, y /k/ no se aspiran, y pueden ser ligeramente sonoras en lugar de sordas en algunos dialectos, especialmente en Creta y Chipre.
La realización fonética de /b, d, ɡ/ (o /mp, nt, nk/, dependiendo del análisis) es variable. En posición inicial de palabra, se pronuncian simplemente como oclusivas sonoras. En mitad de palabra pueden pronunciarse tanto como secuencia de nasal más oclusiva [m.b, n̪.d̪, ŋ.ɡ], o como oclusiva con una suave pre-nasalización [mb, nd̪, ŋɡ], o incluso como una oclusiva simplemente. Esto es objeto de una considerable variación dialectal y sociolingüística.
Las nasales tienden a modificar su pronunciación según la consonante que les sucede; así, aparece una nasal velar [ŋ] (representada por γ) ante /k, ɣ, x/, y una nasal labiodental [ɱ] (μ) ante /f/ o /v/.
La /r/ puede ser pronunciada, bien como vibrante múltiple [r], o bien como, en posición intervocálica, vibrante simple [ɾ].
[c] y [ɟ], en algunos dialectos (especialmente los de Creta y la península de Mani), se palatalizan más y se pronuncian como las africadas [ʨ] y [ʥ]. 
[s̠] y [z̠] son lámino-alveolares en varios dialectos, pareciéndose más a [ɕ] y [ʑ].

### Reglas desandhi
Algunas de las reglas arriba mencionadas tienen también validez en las uniones entre palabras. En particular, para las palabras terminadas en /n/, más en concreto las partículas negativas δε(ν) y μη(ν) y las formas acusativas del pronombre personal y el artículo definido το(ν) y τη(ν). Si estas palabras están seguidas de una consonante oclusiva sorda, el sonido /n/ tiende a asimilarse de acuerdo con el lugar de articulación del sonido siguiente: la oclusiva sorda tiende a pronunciarse sonora. Ejemplos son τον πατέρα [ˌt̪o̞m.ba̠.ˈt̪e̞.ɾa̠] (‘el padre’) o δεν πειράζει [ˌðe̞m.bi.ˈɾa̠.z̠i] (‘no importa’). Algunas de estas reglas son opcionales, y pueden variar dependiendo del dialecto y la formalidad. Dado que el sandhi es muy variable dependiendo de las circunstancias, los hablantes extranjeros que no se sienten cómodos con el uso del sandhi pueden simplemente obviarlo y pronunciar las palabras sin sandhi.

## Acento
Al contrario que el griego clásico, con un sistema que diferenciaba cuatro niveles de altura, el griego moderno tiene un acento dinámico, al igual que el español. Al igual todavía que el griego clásico, todas las palabras polisílabas llevan el acento en una de las tres sílabas finales. Los clíticos tales como pronombres personales forman una sola palabra fonológica con la palabra sobre la que actúan. Esto provoca que la adición de un clítico puede hacer que el acento se mueva a una sílaba diferente. La posición del acento también puede variar entre diferentes inflexiones de una misma palabra (por ejemplo, πρόβλημα ‘problema’, προβλήματα ’problemas’). En algunas clases de palabras, el griego moderno conserva una regla histórica por la cual el acento depende también de la longitud de las vocales. Así, una palabra cuya última vocal es larga no se puede acentuar en la antepenúltima sílaba: por ejemplo tenemos άνθρωπος (‘hombre’, nominativo singular, última sílaba corta), pero ανθρώπων (‘de los hombres’, genitivo plural, última sílaba larga). Sin embargo, en el griego moderno esta regla ya no es automática y no se aplica a todas las palabras, dado que ya no existe distinción en la longitud de las vocales (por ejemplo, καλόγερος, ‘monje’; καλόγερων ‘de los monjes’).